# Eupholidoptera chabrieri
Pour les articles homonymes, voir Splendide.
Espèce
Eupholidoptera chabrieri, la decticelle splendide, est une espèce de sauterelles de la famille des Tettigoniidae.

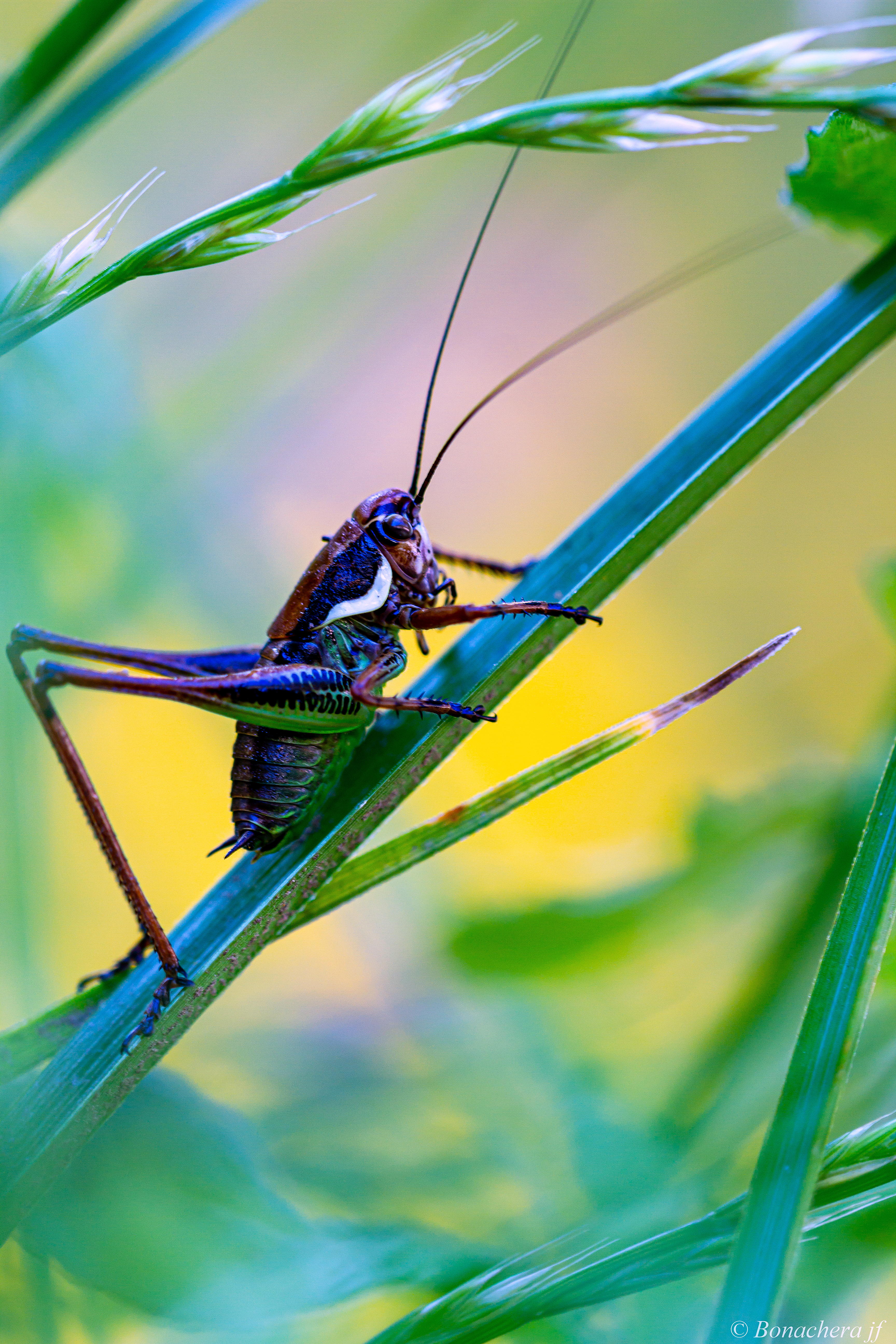
Espèce corse: Eupholidoptera tyrrhenica Allegrucci, Massa, Trasatti&Sbordoni, 2013

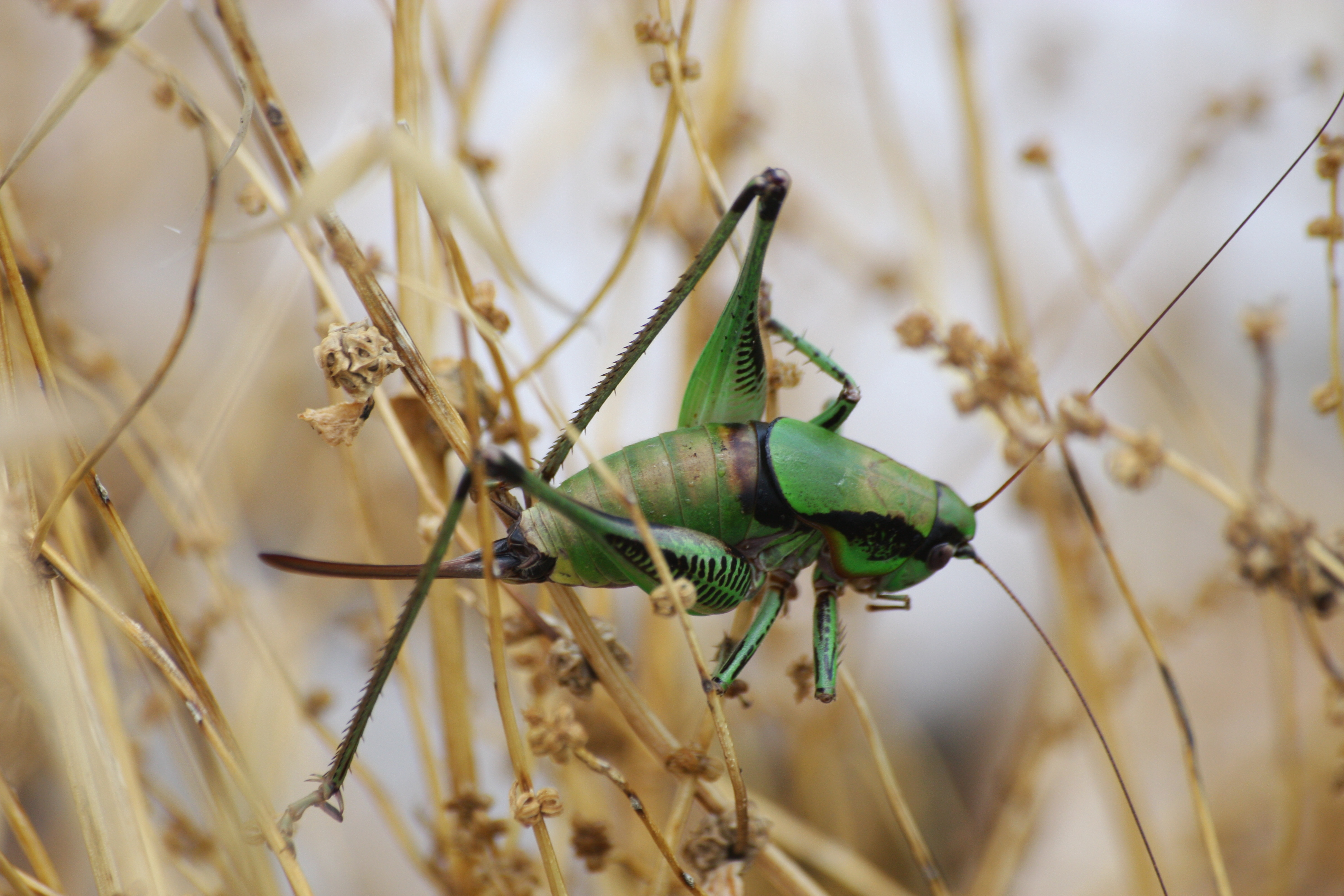
Decticelle splendide - femelle photographiée en Croatie.

Cette espèce se rencontre en Europe occidentale dans le sud de la Suisse, le sud-est de la France (y compris la Corse où elle était représentée par une sous-espèce élevée actuellement au rang d'espèce depuis 2013 et nommée Eupholidoptera tyrrhenica), l'Italie et aussi dans le sud-est de l'Europe jusqu'à la mer Noire en Roumanie.

## Description
Parmi les plus belles sauterelles d'Europe, la decticelle splendide présente un corps vert brillant, orné de marques noires sur la tête, les lobes latéraux du pronotum, les fémurs postérieurs. Sa longueur varie de 19 à 26 mm chez le mâle et de 21 à 30 mm chez la femelle dont l'oviscapte faiblement recourbé mesure de 18 à 24 mm. Les tegmina sont très courts chez le mâle et complètement cachés sous le pronotum chez la femelle.

## Taxonomie
Selon BioLib (13 décembre 2021), cette espèce comprend 4 sous-espèces :
- Eupholidoptera chabrieri brunneri (Targioni-Tozzetti, 1881)
- Eupholidoptera chabrieri chabrieri (Charpentier, 1825)
- Eupholidoptera chabrieri galvagnii Adamovic, 1972
- Eupholidoptera chabrieri usi Adamovic, 1972